# Займання
Займання (загоряння, запалення), (рос. возгорание, англ. inflammation, ignition; нім. Aufflammen n) — початок горіння під впливом джерела запалювання, тобто перехід хімічної системи з низькотемпературного окиснення у стан горіння.

## Загальна характеристика
Виникає від зовнішніх факторів, так і спонтанно. Останнє характерне для великих мас вугілля, торфу тощо. Для пожеж рудникових (шахтних) є дві форми З. — самозаймання та З. від примусового запалення (від зовнішнього джерела).
Терміни займання, загорання і запалення часто в технічній літературі застосовуються як синоніми. Хоча «займання» — це власне початок горіння або спалахування полум'ям, ефект початку світіння. Термін «загоряння» означає ті ж самі процеси, що й «займання» — починати горіти, спалахувати, вогнем, полум'ям, починати світити, світитися, випромінювати світло. «Запалення» — це процес викликання горіння, засвічування.

## Температура займання
Температура займання (рос. температура возгорания, англ. ignition temperature, fire point; нім. Brennpunkt ь, Entzündungstemperatur f, Temperatur f des Aufflammen n) — температура, при якій швидкість окиснення вугілля, сульфідної руди та інших горючих матеріалів настільки підвищується, що це призводить до їх займання.